# Triáda (film)
Triáda (čínsky v českém přepisu Tchien tchang kchou, pchin-jinem Tiān táng kǒu, znaky 天堂口) je čínský film z roku 2007, jehož tématem je čínská mafie v Šanghaji ve třicátých letech dvacátého století. Film režíroval Alexi Tan, produkovali jej Wu Jü-sen a Terence Chang a v hlavních rolích hrají Wu Jü-sen, Šu Čchi, Liou Jie, Jang Jou-ning, Čchang Čchen a Sun Chung-lej.